# Heterostegane incognita
Heterostegane incognita là một loài bướm đêm trong họ Geometridae.